# Оксид олова(II)
Оксид олова(II) — неорганическое бинарное химическое соединение
олова и кислорода,
химическая формула SnO,
черно-синие кристаллы (по другим данным коричневато-чёрные ).

## Физические свойства
Тёмно-синие (почти чёрные) кристаллы, тетрагональная сингония, структура типа РbО (а = 0,3802 нм, с = 0,4837 нм, Z = 2, пространственная группа P42/nmm).
При давлении выше 90 ГПа (900 тыс. атм) переходит в ромбическую модификацию (а = 0,382 нм, b = 0,361 нм, с = 0,430 нм, Z = 2, пространственная группа Рm2n).
Оксид олова является полупроводником, тип проводимости которого зависит от примесей и способа получения. 

## Получение
Оксид олова получают осторожным разложением в инертной атмосфере гидроокиси олова:
{\displaystyle {\mathsf {Sn(OH)_{2}{\xrightarrow {100^{o}C,N_{2}}}SnO+H_{2}O}}}
Из диоксида олова:
{\displaystyle {\mathsf {SnO_{2}+Sn{\xrightarrow {1000^{o}C}}2SnO}}}
В лабораторных условиях оксид олова часто получают осторожным нагревом оксалата олова(II) в инертной атмосфере:
{\displaystyle {\mathsf {SnC_{2}O_{4}{\xrightarrow {100^{o}C,N_{2}}}SnO+CO_{2}+CO}}}
С помощью твёрдотельной реакции из хлорида олова(II):
{\displaystyle {\mathsf {SnCl_{2}+Na_{2}CO_{3}{\xrightarrow {900^{o}C,N_{2}}}SnO+2NaCl+CO_{2}}}}

## Химические свойства
Оксид олова(II) устойчив на воздухе, амфотерен с преобладанием основных свойств. Мало растворим в воде и разбавленных растворах щелочей. Растворяется в разбавленных кислотах:
{\displaystyle {\mathsf {SnO+H_{2}SO_{4}{\xrightarrow {}}SnSO_{4}+H_{2}O}}}
и концентрированных кислотах:
{\displaystyle {\mathsf {SnO+3HCl{\xrightarrow {}}H[SnCl_{3}]+H_{2}O}}}
Он также растворяется в сильных кислотах, давая ионные комплексы, например Sn(OH2)32+ или Sn(OH)(OH2)2+, также в менее кислотных растворах — Sn3(OH)42+.
Растворяется в концентрированных растворах щелочей и их расплавах:
{\displaystyle {\mathsf {SnO+NaOH+H_{2}O{\stackrel {20^{o}C}{\rightleftarrows }}Na[Sn(OH)_{3}]}}}
{\displaystyle {\mathsf {SnO+2NaOH{\xrightarrow {400^{o}C}}Na_{2}SnO_{2}+H_{2}O}}}
Также известны другие безводные оловосодержащие соединения, например, K2Sn2O3, K2SnO2.
Диспропорционирует при нагревании:
{\displaystyle {\mathsf {2SnO{\xrightarrow {400^{o}C}}SnO_{2}+Sn}}}
Окисляется кислородом воздуха:
{\displaystyle {\mathsf {2SnO+O_{2}{\xrightarrow {>220^{o}C}}2SnO_{2}}}}
Восстанавливается до металлического олова водородом, углеродом, кремнием, бором и парами этилового спирта.:
{\displaystyle {\mathsf {SnO+H_{2}{\xrightarrow {>?^{o}C}}Sn+H_{2}O}}}
Sn и O могут образовывать соединения нестехиометрического состава.

## Применение
Оксид олова(II) в подавляющем большинстве случаев используется в качестве исходного продукта в производстве других, как правило, двухвалентных, соединений олова.
Может применяться также в качестве восстановителя и в создании рубинового стекла.
В незначительных количествах используется в качестве этерификаторного катализатора.
Оксид церия(III) с оксидом олова(II) используется в осветительных приборах как люминофор.